# گلف‌استریم امریکن جی‌ای-۷ کوگر
گلف‌استریم امریکن جی‌ای-۷ کوگر (به انگلیسی: Gulfstream American GA-7 Cougar) یک هواگرد ساختِ کارخانهٔ گلف‌استریم اروسپیس در کشور ایالات متحده آمریکا است که در سال ۱۹۷۸–۱۹۷۹ ساخته شد. این هواگرد برای نخستین بار در ۲۰ دسامبر ۱۹۷۴ میلادی مورد استفاده قرار گرفت.